# Međurić
Međurić är en ort i Kroatien.   Den ligger i länet Moslavina, i den östra delen av landet, 80 km sydost om huvudstaden Zagreb. Međurić ligger 107 meter över havet och antalet invånare är 484.
Terrängen runt Međurić är platt. Runt Međurić är det ganska glesbefolkat, med 28 invånare per kvadratkilometer. Närmaste större samhälle är Kutina, 10,8 km väster om Međurić. I omgivningarna runt Međurić växer i huvudsak lövfällande lövskog.